# اردوگاه کار اجباری پوتولیتسه
اردوگاه کار اجباری پوتولیتسه از جمله اردوگاه‌های نازی در جریان جنگ جهانی دوم بود که در پوتولیتسه در نزدیکی ناکائو در قلمرو لهستان اشغالی قرار داشت. این اردوگاه تا بهار سال ۱۹۴۱ به عنوان زیرمجموعه‌ای از اردوگاه کار اجباری اشتوتهوف فعالیت می‌کرد. در ژانویه ۱۹۴۲، پوتولیتسه کاملاً مستقل شد. تخمین زده می‌شود که پیش از پایان سال ۱۹۴۴ در مجموع ۲۵٬۰۰۰ زندانی از این اردوگاه گذر کرده باشند. این مرکز همچنین مرکزی برای نگهداری کودکان لهستانی بود که تحت آزمایش‌های تجربی آلمانی‌سازی نازی‌ها قرار داشتند.

## تاریخچه
در آغاز اردوگاه پوتولیتسه یکی از نقاط متعدد انتقال لهستانی‌تبارهای اخراجی از قلمروهای غربی لهستان ضمیمه شده به خاک آلمان نازی به رایخس‌گائو دانتسیگ-پروس باختری تازه ایجاد شده بود. آوارگی اجباری شهروندان لهستان، معروف به سیاست لبنسراوم، به منظور ایجاد فضا برای زندگی مستعمره‌نشینان آلمانی (فولکس‌دویچه) صورت گرفت. این اردوگاه به سرعت گسترش یافت و شامل اردوگاه زیرمجموعه‌ای از اردوگاه کار اجباری اشتوتهوف در همان نزدیکی شد که نیروی کار رایگان را برای کارخانه ماشین‌سازی هانسن اشنایدمول در محل اردوگاه، تأمین می‌کرد.
این اردوگاه محلی برای بازداشت کودکان لهستانی بود. از ۱٬۲۹۶ تنی که در آنجا جان باختند، ۷۶۷ قربانی خردسال بودند. در سال ۱۹۴۳ یک واحد ویژه در این اردوگاه برای کودکان ایجاد شد که با نام «Ostjugendbewahrlager Potulitz» یا «Lebrechtsdorf» در اسناد آلمانی آورده شده‌است. نگره‌های نژادپرستانه و سیاست آلمانی‌سازی نازی‌ها که می‌کوشید کودکانی را که از نظر خلوص نژادی مرتبط با ویژگی‌های نژاد آریایی مورد آزمایش قرار گرفته بودند آلمانی‌سازی کند، منجر به آدم‌ربایی سازمان یافته توسط مقام‌های آلمانی در لهستان اشغالی شدند. کودکان این اردوگاه در نتیجه این سیاست در این اردوگاه قرار داده شدند. اگر آزمایش‌ها مثبت می‌بودند و باور بر این می‌بود که کودک تماس عاطفی با والدین خود را از دست داده‌است، آنگاه وی برای آلمانی‌سازی به پیش خانواده‌های آلمانی فرستاده می‌شد. این عملیات توسط دفتر نژاد و اسکان مجدد اس‌اس سازماندهی شد.
این اردوگاه که به‌طور رسمی یک اردوگاه کاری تعیین شده بود، تحت کنترل مقام‌های مسئول اردوگاه‌های کار اجباری نبود. با این حال شرایط موجود در آن با شرایط اردوگاه اشتوتهوف قابل مقایسه بود.
از میان همه اعمالی که توسط کنوانسیون پیشگیری و مجازات جنایت نسل‌کشی، به تصویب رسیده توسط مجمع عمومی سازمان ملل متحد در دسامبر ۱۹۴۸، به عنوان اقدامات نسل‌کشی ذکر شده‌اند، تقریباً همه آنها در اردوگاه پوتولیتسه اجرا شدند. تنها استثنا «اقدام به جلوگیری از زادولد در میان اعضای گروه قربانی نسل‌کشی» بود. تعداد کودکان ربوده شده توسط مقامات آلمانی هنگام اشغال لهستان در جنگ جهانی دوم به منظور آلمانی‌سازی از بیش از ۲۰٬۰۰۰ تن (هاینمن) تا ۲۰۰٬۰۰۰ تن (دولت لهستان) تخمین زده شده‌است. تخمین زده می‌شود که کمینه ۱۰ هزار تن از آن‌ها به عنوان اسیر به قتل رسیده‌اند و تنها ۱۰–۱۵ درصد آنها پس از جنگ به پیش خانواده‌های خود بازگشتند. اگرچه این اردوگاه به‌طور رسمی به عنوان یک اردوگاه انتقالی فهرست شده بود، اما پس از جنگ، بنا به درخواست قربانیانش، در دهه ۱۹۹۰ اردوگاه به عنوان اردوگاه کار اجباری طبقه‌بندی مجدد شد، و موضع مؤسسه یادبود ملی لهستان دربارهٔ آن این بود که شرایط در آنجا فرقی با دیگر اردوگاه‌های کار اجباری نداشتند. این طبقه‌بندی مجدد از آن روی اهمیت داشت که بر وضعیت غرامت پرداخت شده توسط آلمان پس از جنگ به قربانیان اردوگاه تأثیر می‌گذاشت.